# Hygrophoropsis aurantiaca
Hygrophoropsis aurantiaca es una especie de hongo basidiomiceto conocido como rebezuelo anarajando o falso rebezuelo. Se asemeja al rebezuelo, pero es más naranja y con pliegues más irregulares.
Seta comestible pero con poco valor culinario. Tiene hasta 10 cm de diámetro y aparece en otoño en bosques de coníferas. Está ampliamente distribuida por Eurasia, América y Oceanía. Fue descrita por primera vez por Franz Xaver von Wulfen en 1781 como Agaricus aurantiacus, quien además dijo que podría confundirse con el rebezuelo.

### Sinónimos
- Clitocybe aurantiaca (Wulfen) Stud.-Steinh. 1900
- Merulius aurantiacus (Wulfen) J.F. Gmel. 1792